# صموئيل ستانلي بيك
صموئيل ستانلي بيك هو سياسي كندي، ولد في 20 نوفمبر 1829، وتوفي في 10 نوفمبر 1901 في بيتالوما في الولايات المتحدة. حزبياً، نشط في الحزب الليبرالي في أونتاريو ‏. وقد انتخب عضو برلمان مقاطعة أونتاريو.